# Мальпигия
Мальпи́гия (лат. Malpighia) — род цветковых растений семейства Мальпигиевые, распространённых в тропиках Центральной и Южной Америки .
Род назван в честь Марчелло Мальпиги (итал. Marcello Malpighi, 1628—1694) — итальянского биолога и врача, одного из основателей микроскопической анатомии растений и животных .

## Ботаническое описание
Виды рода Мальпигия — вечнозелёные кустарники или небольшие деревья высотой до 1—6 м.
Листья простые, 0,5—15 см в длину, с цельным или зубчатым краем.
Цветки одиночные или в соцветиях-зонтиках, от двух до нескольких цветков вместе, каждый цветок 1—2 см в диаметре. Цветки с пятью лепестками белого, розового, красного или фиолетового цвета.
Плоды — красные, оранжевые или фиолетовые костянки, содержащие 2—3 твёрдых семени внутри.

## Использование
Мальпигия голая, также известная как барбадосская вишня, выращивается в культуре из-за своих сладких и сочных плодов, богатых витамином C . Мальпигия багряная выращивается в тропиках для получения миниатюрных стриженых живых изгородей.
Мальпигия является пищей для гусениц семейства голубянок Allosmaitia strophius.

## Виды
Род содержит 39 видов и 5 подвидов. .
| - Malpighia albiflora Cuatrec. - Malpighia apiculata Urb. - Malpighia aquifolia L. - Malpighia cnide Spreng. - Мальпигия багряная (Malpighia coccigera L.) - Malpighia cristalensis F.K. Mey. - Malpighia cubensis Kunth - Malpighia emarginata DC. - Malpighia emiliae W.R. Anderson - Malpighia fucata Ker Gawl. - Malpighia fucata subsp. longifolia (Nied.) F.K. Mey. - Мальпигия голая, или Барбадосская вишня (Malpighia glabra L.) - Malpighia heterophylla Griseb. - Malpighia hispaniolica F.K. Mey. - Malpighia horrida Small - Malpighia incana Mill. - Malpighia infestissima Rich. ex Nied. - Malpighia lancifolia (Nied.) F.K. Mey. - Malpighia linearis Jacq. - Malpighia martiana Acuña & Roíg - Malpighia martinicensis Jacq. - Malpighia megacantha (A. Juss.) Urb. | - Malpighia mexicana A. Juss. - Malpighia mexicana subsp. guadalajarensis (S. Watson) F.K. Mey. - Malpighia nayaritensis (Vivaldi) F.K. Mey. - Malpighia novogaliciana W.R. Anderson - Malpighia ovalis (Ekman & Nied.) F.K. Mey. - Malpighia ovate Rose - Malpighia oxycocca Griseb. - Malpighia polytricha A. Juss. - Malpighia polytricha subsp. confusa Vivaldi ex Correll & H.B. Correll - Malpighia pusillifolia (Ekman & Nied.) F.K. Mey. - Malpighia romeroana Cuatrec. - Malpighia souzae Miranda - Malpighia substrigosa F.K. Mey. - Malpighia tomentosa Pav. ex Moric. - Malpighia urens L. - Malpighia urens subsp. ovatifolia (Nied.) F.K. Mey. - Malpighia velutina Ekman & Nied. - Malpighia velutina subsp. intermedia (Ekman & Nied.) F.K. Mey. - Malpighia verruculosa W.R. Anderson - Malpighia watsonii Rose - Malpighia wendtii W.R. Anderson - Malpighia wilburiorum W.R. Anderson |